# Phủ Quỳ
Phủ Quỳ là một địa danh thường gọi trước đây, về địa giới hiện nay gồm 4 huyện và một thị xã là các huyện Quế Phong, Quỳ Châu, Quỳ Hợp, Nghĩa Đàn và thị xã Thái Hoà , tỉnh Nghệ An.